# 紅蓮華 -ぐれんか-
『紅蓮華 -ぐれんか-』は2012年6月29日にエスクードより発売された18禁恋愛アドベンチャーゲームである。

## ストーリー
（出典：）
季節は秋。10月初旬。周囲を山に囲まれた田舎町・坂井町。主人公・遠上涼士はその町に祖父と住んでいる。ある日彼は、祖父が管理する穂邑神社にて、要石に封印されていた妖怪・くおんを誤って解放してしまう。これにより、世界が徐々に暗黒と化し、現実が侵されていく異界化が発生してしまう。責任を感じた涼士は、異界化を食い止めるためにくおんと共に解決に乗り出す。

## 登場人物
（出典：）
遠上 涼士（とおがみ りょうじ）
声 - なし
身長：170cm、体重：65kg
本作の主人公。学園二年。両親はおらず祖父と一緒に坂井町の山際に立つ木造一戸建て住宅に暮らしている。くおんの封印を解いてしまってからは、体内に要石の核を持つようになり、そのおかげで、特殊能力を扱うことができる。
くおん
声 - かわしまりの
身長：169cm、体重：38kg、スリーサイズ：B75/ W61/ H83
神社の要石に封じられていた、赤い長髪を持つ猫目の女妖怪。町の伝承によれば人喰い妖怪であり涼士からは化け猫扱いされている。数々の特殊能力を持っていたが、現在はその多くが封印されている。他者、とりわけ人間の生き死にに対して関心がない。
長く封印されていたため当初は現代の知識がなく、消防車や軽トラックなどの自動車やテレビなどの電化製品は元より洋服や街灯、ベンチすらそれが何なのか理解していなかった（ただし冷蔵庫は氷室の一種としてある程度認識できていた模様）。そのため現代の坂井町を見た際には著しく当惑し、涼士に自分をどこに連れてきたのかと詰問した。食品に関する知識も同様で、生鮮食品以外の加工食品は食べ物とは認識出来ておらず、コーラに至っては墨だと認識していた。洋服やコンクリート建築などを嫌っており、中々ワイシャツと下着以外の服を身につけたがらなかった。理性や自制心が無いわけではなく、知能も低くないが、性格は気まぐれでわがままかつ残忍。
なお、外国語である「CM」や「テレビ」、「サイズ」などの単語や、近代以降の漢語である「警察」などはあまり理解出来ていない様子で、発音する際に片言になる。
永月 文香（ながつき ふみか）
声 - 秋野花
身長：158cm、体重：48kg、スリーサイズ：B84/ W59/ H88
涼士の幼馴染かつクラスメイト。山側にある住宅街に住んでいる。昔は涼士のことを「りょうちゃん」と呼び、涼士も「文香」と名前で呼ぶなど仲がよかったが、今はお互いに名字で呼ぶなど単なるクラスメイトになっている。席は涼士のすぐ隣。涼士の独白によれば過去にあったとある事件が原因で両親には涼士のことを好ましく思われていない。涼士の独白曰く、かなり好奇心旺盛で、困っている人間を放っておけない義理人情に厚い性格をしているため、しばしば貧乏くじを引いてしまいやすいらしく、過去にそれが原因で疎遠になるきっかけになった事件に巻き込まれている。
相原 沙織（あいはら さおり）
声 - 桃井いちご
身長：165cm、体重：52kg、スリーサイズ：B88/ W63/ H90
涼士が通う学園の学生会長。学園三年。天文部に所属している（ただし部員は彼女一人である）。天体観測を穂邑神社で行っているため、涼士とは見知った仲である。頭脳明晰で冷静沈着な性格をしている。山側に住む涼士たちとは異なり町の中心部に住んでいる模様。
エウスリーゼ
声 - 夏野こおり
身長：150cm、体重：30kg、スリーサイズ：B70/ W48/ H68
くおんと敵対している謎の少女。数百年以上生きており、過去にくおんと戦ったことがある。くおんとは正反対に他の人間が巻き込まれるのを極力避けようとする。くおんとは異なり文化的な生活を送っており、仕事にはついていないが貴金属や宝石などの資産を所有しているため特に生活には不自由していない。10年前にも異界化絡みで来日している。
アリーセ
声 - 佐々留美子
身長：140cm、体重：25kg、スリーサイズ：B69/ W49/ H68
エウスリーゼに従う少女。戦闘力が高いため、敵に回ると厄介な存在。ときどき気まぐれで涼士を助けてくれることがある。なお、名前の綴りはAliceであり、本来「アリス」と発音するのが一般的だが、ドイツ語風の発音になっている。
三田 春名（みた はるな）
声 - 上田朱音
身長：155cm、体重：47kg、スリーサイズ：B78/ W58/ H80
涼士のクラス担任。少し年上のお姉さんという形で生徒に慕われているが、本人は頼りがいのある教師となりたいらしい。
飯塚 香夏子（いいづか かなこ）
声 - 宮沢ゆあな
身長：150cm、体重：45kg、スリーサイズ：B76/ W55/ H78
文香の親友かつ涼士のクラスメイト。明るい性格で、クラスを盛り上げる役回りをする。実家は農家で主に大根などを育てており、彼女自身もたびたび家業を手伝っている。
藤岡 直人（ふじおか なおと）
声 - 小次狼
身長：176cm、体重：68kg
涼士の親友でクラスメート。文香のお幼じみでもある。頼れる男だが、勉強は全くできない。異界化事件の解決に奔走する涼士を心配している。
久那崎 理奈（くなさき りな）
声 - 鶴屋春人
身長：160cm、体重：49kg、スリーサイズ：B80/ W58/ H78
同じく涼士のクラスメイト。沙織いわく同じ学習塾に通っていた昔からの知り合い。おとなしめの性格をしている。実家は町内屈指の名家で、涼士の自宅近くにあるかなり大きな屋敷に住んでいる。
桂木 恭一（かつらぎ きょういち）
声 - 柚木ヒロ
涼士が通う学園の教師。剣道部顧問を務めている。非常に厳しいために学生からは恐れられている。
身長：180cm、体重：75kg
八重（やえ）
声 - 白月かなめ
身長：160cm、体重：57kg、スリーサイズ：B86/ W61/ H85
穂邑神社を管理するために坂井町にやってきた少女。生真面目な性格だが、世間擦れをしていない面がある。本人によれば普段は近くにある別の神社の巫女をしており、穂邑神社に通っている。
遠上 清三（とおがみ せいぞう）
涼士の祖父。穂邑神社を管理している。物語の開始時には仕事で町外に出かけており、涼士がくおんに出逢った日に帰る予定だったが、「帰る予定だったが帰れなくなった。来客があるので頼む」、「来客の予定も無くなった、誰も来ないから外に出るな」という謎めいたメッセージを留守電に残した。なお、そのメッセージは途中の部分がノイズで聞き取れなくなり、不自然に途切れていた。

## 用語
坂井町（さかい）
本作の舞台。都心から離れた内陸部に位置する地方都市。周囲を山々に囲まれており、市街地を迂回するように川が流れている。山に囲まれていることもあってか、冬季には積雪が見られる。本編での涼士の解説によれば人口はわずか数万人程度。大通り沿いには高層ビルやマンションなどもあり、大型スーパーやショッピングセンターなどの大型商業施設やコンビニ、ファストフード店などのいわゆるロードサイド店舗など一通りの施設が揃っているが、それ以外の地区には店と呼べるものは無く、住宅と畑が点在しているなど都会というほどでもない田舎町。温泉や娯楽施設はあるものの観光地というほど有名でもなく、外から訪れる者はあまりいない。
遠山家
涼士の自宅。木造二階建てのかなり古い日本家屋。広さはそれなりにある様子。テレビはブラウン管で留守番電話も古いカセットテープ録音の旧式を使っているが、涼士の自室には液晶ディスプレイのデスクトップパソコンがある。
穂邑神社（ほむらじんじゃ）
涼士の自宅近くにある神社。かなり歴史のある神社だが常駐の神主や巫女などはおらず、涼士と祖父がたまに掃除する程度。参拝客もあまりいない。本殿前の鳥居の額には炎のような模様が刻まれており、同じ模様が境内の奥の一角にある、くおんが封じられていた要石にも刻まれている。
坂井学園
涼士たちが通う学園。山側に立っている。涼士の解説曰く田舎町ということもこともあって町内の学生のほとんどはこの学園に通っている。警備員や監視カメラといったセキュリティーは無いため夜間に校内へ侵入するのは容易。制服は男子は黒、女子は白のブレザー。いわゆる七不思議もあるが7つ目に関しては全て知ると不幸に合うという理由で明らかにされておらず、本編では以下の4つが明らかになっており、その内2つが詳細に解説された。
1. 階段の段数が変わる。
2. 音楽室のピアノがひとりでに鳴る。
3. 教師が生徒を虐めると職員室のその教員の机に血文字が現れる。昔教師の虐めに耐えかねて職員室で自殺した生徒の仕業とされている。
4. ある日の放課後鞄を取りに教室に戻ると、クラスメイトに忘れ物をしたのかと尋ねられる。先程自分が鞄を持って帰ったと言われて慌てて追いかけると、中庭で人影を見つける。声をかけると振り返ったその人物は自分と同じ姿をしており、鞄を取り返せなければ翌朝にはその人間は中庭にいたもう一人の自分と入れ替わっており、周囲の人間はもちろん当人すらその事に気付かないというもの。いわゆるドッペルゲンガーに類するものと考えられている。
異界・異界化
本編のくおんの解説によると元々は現世と一体だった世界だったが、次第に二つに分かれて小さくなり、現在は入り口しか残っていない。人の心と強く結び付いており、人の心に憑くものとされている。現世に異界が現れる現象を異界化と呼び、本編中の描写では、その際には地面や床が黒いコールタールのようなものに覆われ黒い影のようなものが出現する。

## スタッフ
- 原画：ねこにゃん[1]
- シナリオ：桐月[1]
- 音楽：TOY[Studio Primitive][2]

## 主題歌
オープニングテーマ 「BLAZE MOMENT 〜紅蓮浄歌〜」 
作詞：松井洋平、作曲：山田高弘、歌：佐咲紗花

## 反響
本作は美少女ゲームを販売しているGetchu.comにおいて、2012年6月に集計された美少女ゲームセールスランキングで8位にランクインした。さらに同年上半期では37位を獲得したが年間ランキングでは上位50圏外となった。同サイトで発表される美少女ゲーム大賞2012では各部門で上位にランクインすることはなかったものの、掲載されたユーザーコメントの中には本作における動作の快適性やキャラクターグラフィックを誉める声があった。

## 関連作品
- 『紅蓮華 -ぐれんか- 音楽全集』CD2枚組 （エスクード、2012年8月24日発売[23]）